# 第24軍 (ドイツ軍)
第24軍 (ドイツ軍)（独Deutsche 24. armee）は第二次世界大戦時のドイツ軍の部隊である。

## 概要
第24軍は1944年11月ドイツ・スイス国境を防衛するために編成された。
1945年2月から4月の間は所属部隊が無く、第19軍の所属であった。

## 司令官
| 着任   | 離任   | 階級（当時） | 氏名                                |
| ------ | ------ | ------------ | ----------------------------------- |
| 1944年 | 1945年 | 歩兵大将     | ハンス・シュミット （Hans Schmidt） |

## 文献
- 山崎雅弘『ドイツ軍名将列伝鉄十字の将官300人の肖像』（学研M文庫、2009年） ISBN 4-05-90123-51